# Isabela z Lusignanu
Isabela z Lusignanu nebo také Isabela Kyperská (před březnem 1216 nebo po roce 1216 – 1264) byla kněžna z Antiochie a také krátkou dobu regentka Jeruzalémského království.

## Život
Narodila se jako jedna ze dvou dcer kyperského krále Huga I. a Alice, dcery jeruzalémského krále Jindřicha II. ze Champagne.
V roce 1233 byla provdána za Jindřicha z Antiochie, syna Bohemunda V. z Antiochie. Roku 1263 byla v Akkonu jmenována regentkou Jeruzalémského království. Zemřela po únoru 1264 a k poslednímu odpočinku byla uložena v Nikósii. Její syn Hugo se po smrti bezdětného synovce stal kyperským králem.